# 도둑의 딸
《도둑의 딸》은 2000년 5월 29일부터 2000년 9월 26일까지 방영된 SBS 월화드라마이다.

## 기획 의도
평생 도둑질만 전문적으로 해온 아버지를 중심으로 딸을 제외한 가족 모두가 전과자인 다섯 식구와 강력반 형사들, 레코드가게, 카페, 식당운영 상인들이 맺는 인간관계와 그 안에서 벌어지는 해프닝을 그리며 이 속에 스며있는 사람냄새를 추구하는 드라마이다.

## 등장 인물
- 김원희 : 김명선 역 - 도둑 광수의 딸, 레코드점을 운영하며 강인하고 자립적으로 살아가려는 인물
- 손현주 : 강민규 역 - 강력반으로 막 옮겨온 형사, 인정이 많고 덜렁대지만 쾌활한 성격
- 주현 : 김광수 역 - 칼 한 번 써본 적 없는 순수한 전문 절도범
- 서승현 : 박 여사 역 - 절도 전과 2범, 광수의 세 번째 아내
- 이경영 : 김덕구 역 - 광수의 큰아들, 장물취득 혐의로 구치소에 수감
- 김래원 : 김덕경 역 - 광수의 작은아들, 매사에 삐닥한 명선의 남동생
- 김은수 : 월순 역 - 덕구의 아내
- 정원중 : 창만 역 - 광수의 친구
- 추소영 : 조금희 역
- 조형기 : 홍 반장 역
- 설수진 : 정 형사 역 - 민규의 상사, 여자 청와대 경호원 출신
- 송영창 : 주 형사 역
- 김동균 : 김 형사 역
- 차광수 : 김영준 역
- 최란 : 경아 역
- 양금석 : 강민자 역
- 장항선 : 조 사장 역
- 이계인 : 최 사장 역
- 차진욱 : 행구 역
- 박은빈
- 윤용현
- 홍일권
- 권오영
- 김성훈
- 김형범
- 백승욱
- 이창주
- 이동훈
- 김민정
- 김수련
- 원숙희
- 이다연
- 황금희
- 김영철
- 고미영
- 공형진
- 김희정
- 조선주
- 장은비
- 이상은
- 박종관
- 기정수

## 결방
- 2000년 9월 11일 : 영화 <도망자 2> 편성으로 인해 결방
- 2000년 9월 12일 : 영화 <배트맨 4: 배트맨과 로빈> 편성으로 인해 결방

## 참고 사항
- <은실이> 이후 이어진 월화드라마의 슬럼프를 만회하기 위해 성준기를 연출자로, 성준기 PD와 함께 <옥이 이모>에서 호흡을 맞춘 김운경 작가를 집필자로 내세웠다.
- 극 중 경아 역의 최란은 <도둑의 딸> 초반부 당시 이 작품과 경쟁한 MBC <허준>에도 겹치기 출연을 했었는데 이 작품이 시청자들의 인기를 끌어 갑작스럽게 연장을 하게 되자 최란은 갑작스럽게 두 작품에 겹치기 출연을[3] 했다.
- 딸과 작은아들 외 전 가족이 도둑질을 해서 먹고 사는 설정이 억지설정이라는 비판을 들었으며 설상가상으로 드라마 모방범죄가 발생하였다.[4]
- 동시간대 60%가 넘는 시청률을 기록한 MBC <허준>으로 인해 부진을 면치 못하였으며, 최저 시청률 2.7%를 기록했다.[5] <허준>의 종영 이후 10%대의 시청률을 기록하긴 했으나 3사 드라마 중 꼴찌의 성적을 거두었다.[6]
- 막판에는 KBS 2TV <가을동화> 때문에 한자릿수 시청률로 떨어지자 애초 기획한 50부작에서 14회 축소한 36회로 조기종영할 예정이었으나 특선영화 때문에 2번 결방되어 2회 축소된 34부작으로 조기종영됐다.[7][8]
- 김운경 작가는 <도둑의 딸> 이후 SBS에 돌아오지 못하였으며 조기종영 후 2001년 5월 18일 MBC 특집극 <낮에도 별은 뜬다>로 집필활동을 재개했다. 이후 차기작으로 2002년 초 크랭크인할 예정이었던 영화 <개판>을 통해 충무로 진출을 할 예정이었으나 내용 전개, 주요 배우 등의 섭외 문제 때문에 무산되었다. 2003년 MBC <죽도록 사랑해>로 연속극 집필활동을 재개했다.
- 담당 PD 성준기는 해당 드라마 조기종영 후 2000년 11월 초 SBS를 떠난 뒤 프리를 선언했으나 SBS와 계약만 맺고 줄곧 연출활동을 해 왔다. 또한, 이후 한동안 10시대 드라마 연출 활동이 뜸해졌다가 SBS 금요드라마 <사랑한다 웬수야>(2005년작)로 10시대 드라마 연출 활동을 재개했다.
- 손현주는 극 초반 장면에서 직접 기타를 연주하며 [forever]를 불렀다.